# BIS (의학)

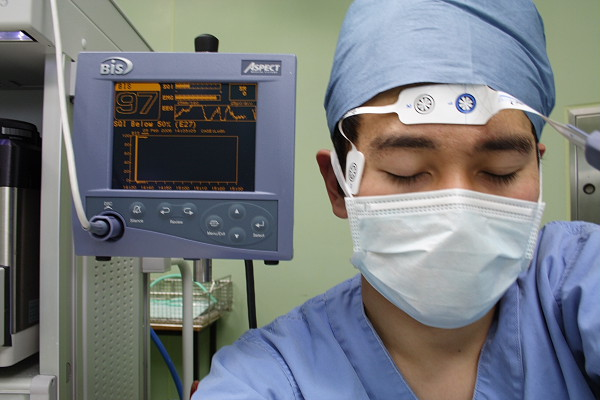
BIS 감시장치

바이스펙트럼 지수, 통칭 BIS(Bispectral index)는 마취의 상태를 평가하기 위한 의학적 모니터링 지표이다. BIS 감시장치는 뇌파를 통하여 마취의 정도를 정량적으로 평가하게 되며, 현재 널리 이용되고 있는 감시 방법 중에 하나이다.

## 같이 보기
- 마취기
- 유발전위
- 기계환기
- 전신마취

## 추가 문헌
- Grover VK, Bharti N (2008). “Measuring depth of anaesthesia - an overview on the currently available monitoring systems” (PDF). 《The Indian Anaesthetists' Forum》 1 (1): 1–33. ISSN 0973-0311. 2010년 11월 28일에 원본 문서 (PDF)에서 보존된 문서. 2011년 1월 2일에 확인함.